# Crispy Gamer
《Crispy Gamer》是美国一家发布有关新闻、文化、评论、漫画及视频的电子游戏网站，在六个月的测试后于2008年10月26日作为独立网站开通。其创始人员包括谷歌，eMusic以及游戏网站GameSpy的前雇员。2010年1月，即在收购gamerDNA的一个月后，编辑团队被董事会解雇，公司的首席执行官辞职抗议，但网站继续保持运营。2011年，Live Gamer收购了gamerDNA。2012年，网站宣布停止运营。

## 历史
《Crispy Gamer》由谷歌传媒及娱乐总监克里斯·赫德曼（Chris Heldman）、GameSpy编辑主任约翰·基弗（John Keefer）、eMusic首席营销官克里斯·霍伦兹（Chris Hoerenz）以及E2open工程师安德烈·斯里尼瓦桑（Andre Srinivasan）和阿尔迪斯·波里蒂斯（Aldis Porietis）共同创办。网站最初由赫德曼设计，设计理念为行业作者们所提出的“信任游戏”（The Game Trust）概念。他在2007年E3电子娱乐展上向基弗提出了成立一家新游戏网站的想法。基弗最初同意在公司收入中实行“政教分离”的规定。公司总部位于纽约并于2007年10月成立办公室，《Crispy Gamer》从测试阶段到于2008年10月26日正式开通经历了6个月时间，20名员工从《娱乐周刊》工作到《连线》。开通当天，网站宣布从摩根大通的星座投资（Constellation Ventures）筹集了825万美元的风投资金。2009年2月，《Crispy Gamer》与论坛媒体服务集团、麦克拉奇论坛信息服务和gamerDNA签署了联合协议。
《Crispy Gamer》决定网站无广告。尽管每月的独立访客人数达到了一百万，但仍未有广告收入。赫德曼将其归咎于2009年的经济大衰退，他将其描述为“极端天气”。2009年9月，约翰·基弗离开了网站，开始为GamePolitics.com撰写文章。2009年12月，公司收购了gamerDNA，一个月后，编辑团队和大部分董事会授权的管理层被解雇，编辑团队包括前《Joystiq》作家凯尔·奥兰德（Kyle Orland）、斯科特·琼斯（Scott Jones）、《每日秀》前副制片人约翰·泰蒂（John Teti）、埃文·纳西塞斯（Evan Narcisse）、詹姆斯·福吉（James Fudge）、郭瑞安（Ryan Kuo）、执行编辑艾丽斯·沃格尔（Elise Vogel）以及首席市场官安妮·米施勒（Anne Mischler）。为回应裁员，克里斯·赫德曼辞去了首席执行官一职以示抗议，原gamerDNA首席执行官乔恩·拉多夫表示他通过记者才知道了这一事情。事情发生前一天，在《Crispy Gamer》的摄像师约翰·泰蒂与星座投资董事会成员兼代表汤姆·瓦瑟曼（Tom Wasserman）举行的会议上，瓦瑟曼谈到了他对该网站流量和广告收入的不满。董事会决定将网站带向“以游戏为导向的广告网络”方向。2011年7月，gamerDNA被Live Gamer收购，但《Crispy Gamer》仍在运营。2012年1月，凯尔·奥兰德表示该网站已经停止运营。